# NGC 5849
NGC 5849 (również PGC 53962) – galaktyka soczewkowata (S0), znajdująca się w gwiazdozbiorze Wagi. Odkrył ją Francis Leavenworth 6 czerwca 1886 roku. Jest to galaktyka z aktywnym jądrem typu LINER.